# Gelopellis thaxteri
Gelopellis thaxteri är en svampart som först beskrevs av Zeller & C.W. Dodge, och fick sitt nu gällande namn av Sanford Myron Zeller 1939. Gelopellis thaxteri ingår i släktet Gelopellis och familjen Claustulaceae.   Inga underarter finns listade i Catalogue of Life.